# We Can Be Heroes
We Can Be Heroes (bra: Pequenos Grandes Heróis; prt: Vamos Ser Heróis) é um filme de super-herói norte-americano escrito, dirigido e produzido por Robert Rodriguez, servindo como uma sequência autônoma de As Aventuras de Sharkboy e Lavagirl em 3-D (2005).
Foi lançado em 25 de dezembro de 2020 pela Netflix, assumindo sua distribuição anterior da Dimension Films e da Columbia Pictures.

## Sinopse
Depois que seus pais foram sequestrados por invasores alienígenas, os filhos dos super-heróis da Terra se unem e aprendem a trabalhar juntos para salvar seus pais e o mundo.

## Elenco
- Priyanka Chopra como Sra. Granada
- Christian Slater como Tech-No
- Pedro Pascal como Marcus Moreno
- Sung Kang como Ofuscante
- Boyd Holbrook como Fenômeno
- Taylor Dooley como Lavagirl[3]
- YaYa Gosselin como Missy Moreno
- Akira Akbar como Avançar
- Haley Reinhart como Sra. Vox
- Andy Walken como Piloto
- Andrew Diaz como Mil Faces
- Brently Heilbron como Esmagador
- Hala Finley como Ojo
- Isaiah Russell-Bailey como Voltar
- Lotus Blossom como A Capella, filha de Sra. Vox
- Lyon Daniels como Espaguete
- Nathan Blair como Carta Surpresa
- Vivien Lyra Blair como Guppy, filha de Sharkboy e Lavagirl.
- Adriana Barraza como Anita Moreno
- Brittany Perry-Russell como Red Lightening Fury
- Christopher McDonald
- Dylan Henry Lau como Câmera Lenta
- J.J. Dashnaw aparece como um dublê de corpo substituto Sharkboy. A aparência de Dashnaw é uma camafeu silencioso, onde o rosto do personagem é obscurecido por uma máscara, devido a Taylor Lautner, que retratou o personagem em As Aventuras de Sharkboy e Lavagirl em 3-D, não estando disponível para filmar as cenas em que o personagem aparece, permitindo assim que Lautner potencialmente retorne em um filme futuro.[3]

## Produção

### Desenvolvimento
Robert Rodriguez escreverá, dirigirá e produzirá o filme de super-heróis We Can Be Heroes por meio da Troublemaker Studios para a Netflix.

### Elenco
Priyanka Chopra vai estrelar o filme, ao lado de Christian Slater e Pedro Pascal.

### Filmagem
A filmagem principal começou em agosto de 2019, no Texas.

## Lançamento
Foi lançado em 25 de dezembro de 2020, anteriormente previsto para 1 de janeiro de 2021.